# П'єр Жан Франсуа Тюрпен
П'єр Жан Франсуа Тюрпен (фр. Pierre Jean François Turpin; 11 березня 1775 — 1 травня 1840) — французький ботанік, ботанічний ілюстратор. Його вважали одним із найвидатніших ботанічних ілюстраторів за часів Наполеона. 

## Біографія
Тюрпен навчався в школі живопису у Вірі. З 1780 року служив у французькому війську. У 1794 році він був на Гаїті як член французької армії. Тут він зустрів ботаніка П'єра Антуана Пуато, завдяки якому Тюрпен почав вивчати ботаніку та створив численні польові ботанічні ілюстрації, які стали основою для подальшого вивчення рослин, коли обидва чоловіки повернулися до Франції. Під час їхньої служби на Гаїті вони змогли описати приблизно 800 видів рослин. Тюрпен співпрацював з Пуато протягом усього свого життя.
Завдяки співпраці з Пуато та іншими натуралістами, Тюрпен створив одні з найкращих ботанічних ілюстрацій. Нижче наведено деякі з робіт, у яких використано ілюстрації Тюрпена:
- Flora Brasiliae Meridionalis Огюстена Сент-Ілера,  у 3-х томах (1825–1832)
- Icones selectae plantarum Жюля Делессера[en].
- Разом із П'єром Антуаном Пуато створив оновлену версію Traité des arbres fruitiers Анрі Луї Дюамеля дю Монсо[en].
- Plantes Equinoxales (1808), Александера фон Гумбольдта та Еме Бонплана.
- Leçons de flore: Cours complet de botanique (1819-1820), Жан-Луї Марі Пуаре .
- Flore médicale (1828-1832), Франсуа-П'єра Шометона[en].

У 1833 році Тюрпена було обрано членом Французької академії наук. Рід рослин Turpinia названо на його чест.

## Gallery

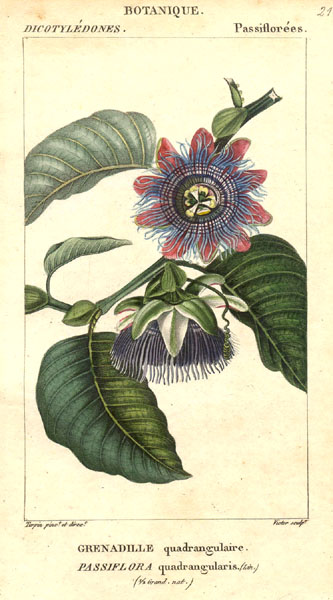
Passiflora quadrangularis
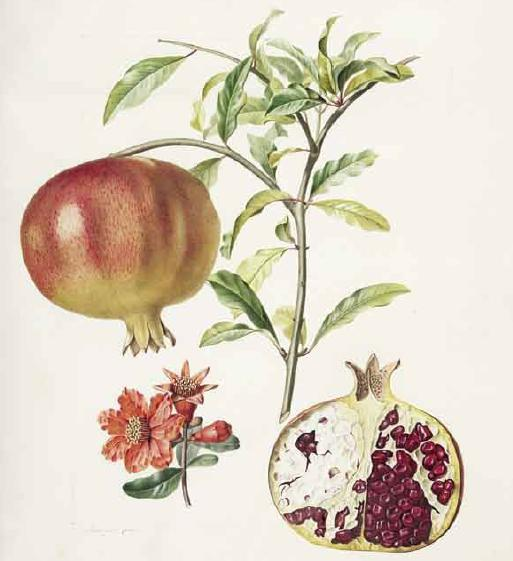
Гранат
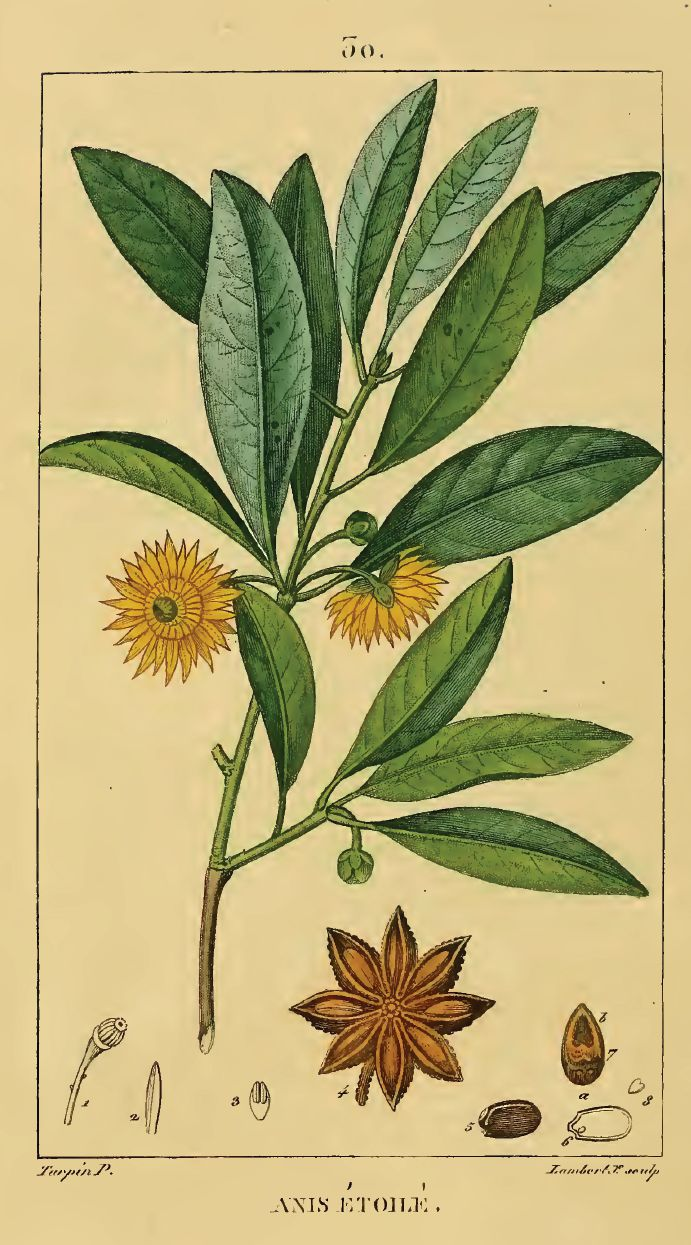
Illicium verum
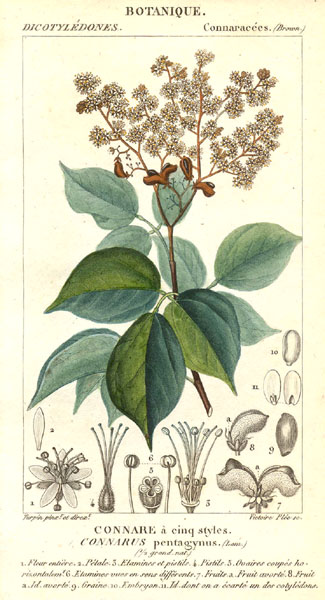
Agelaea lamarckii
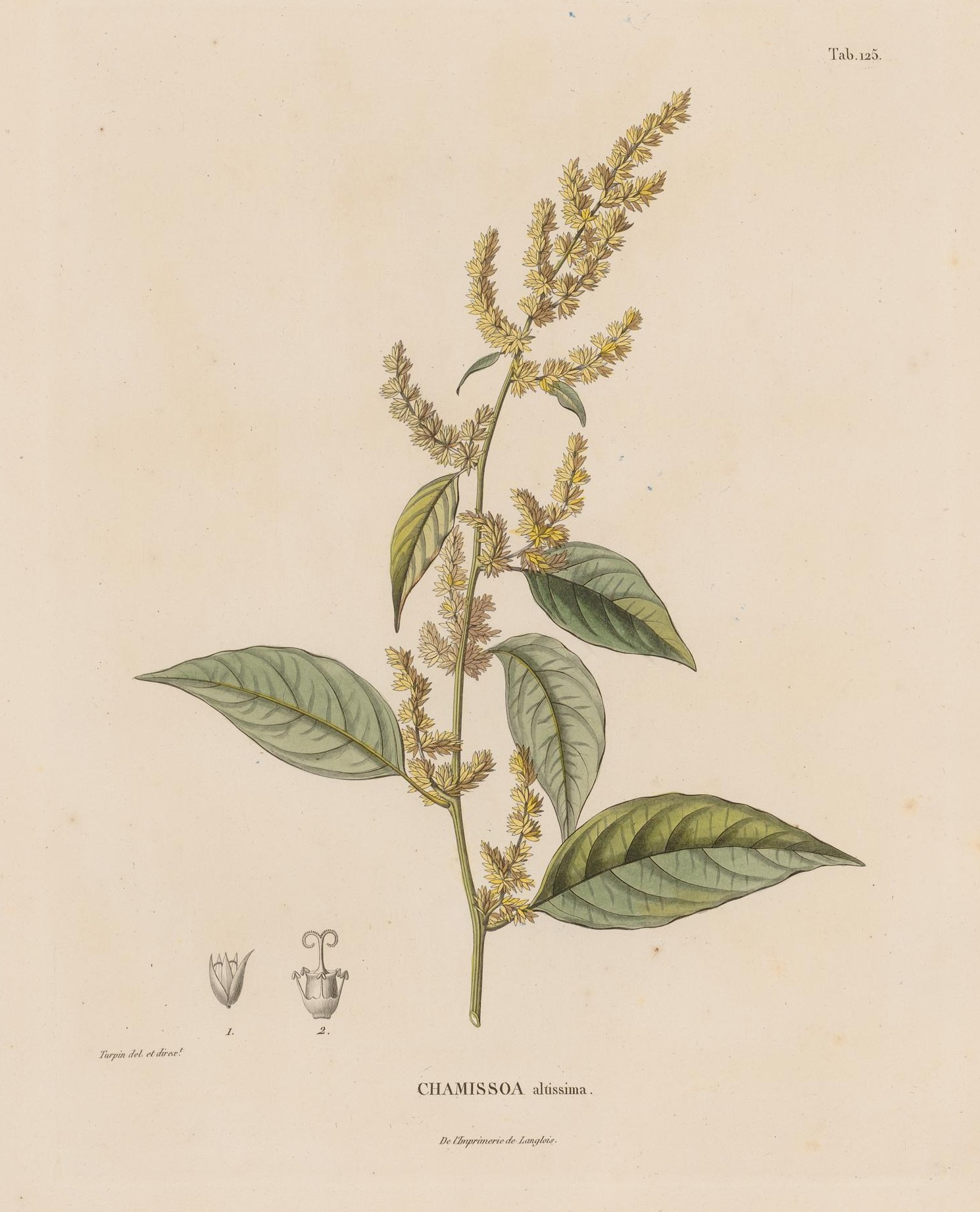
Chamissoa altissima